# 拉巴乡
拉巴乡，是中华人民共和国云南省普洱市澜沧拉祜族自治县下辖的一个乡镇级行政单位。

## 行政区划
拉巴乡下辖以下地区：
塔拉弄村、芒东村、小拉巴村、南畔村、音同村和南列村。